# Віковий дуб (Самбірський район)
Вікови́й дуб — ботанічна пам'ятка природи місцевого значення в Україні. Розташована в межах Самбірського району Львівської області, в селі Чайковичі.
Статус надано згідно з рішенням Львівського облвиконкому від 09.10.1984 року, № 495. Перебуває у віданні Чайковицької сільської ради.
Статус надано з метою збереження вікового дуба.

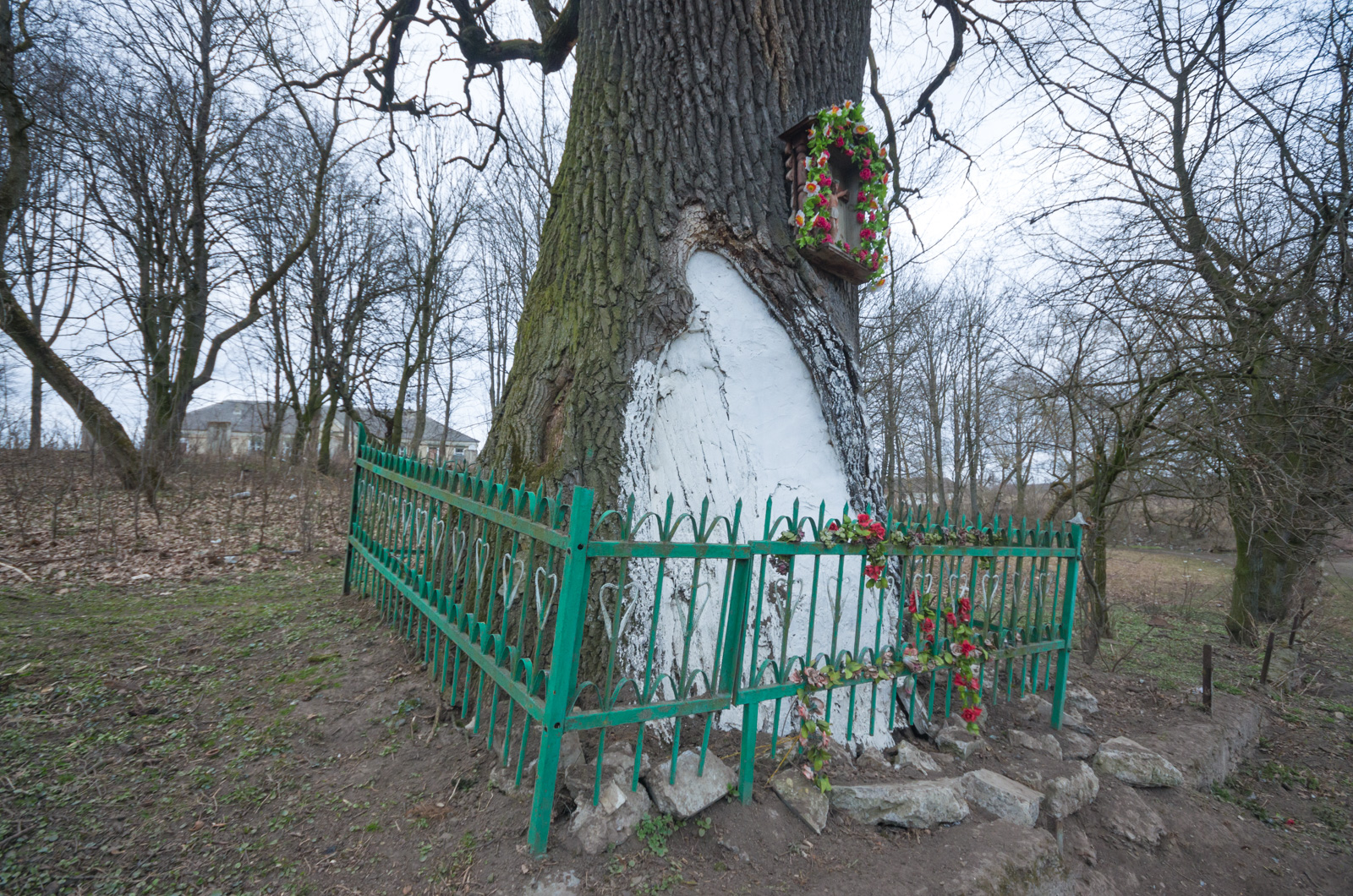
Запломбований Чайковицький дуб